# Frigil cuacurt
El frigil cuacurt (Idiopsar brachyurus) és un ocell de la família dels tràupids (Thraupidae).

## Hàbitat i distribució
Habita vessants pedregosos escarpats amb herba als Alts Andes en zona de Puna del sud-est del Perú, oest-centre de Bolívia i nord-oest de l'Argentina.